# Arnaldo Mazzanti

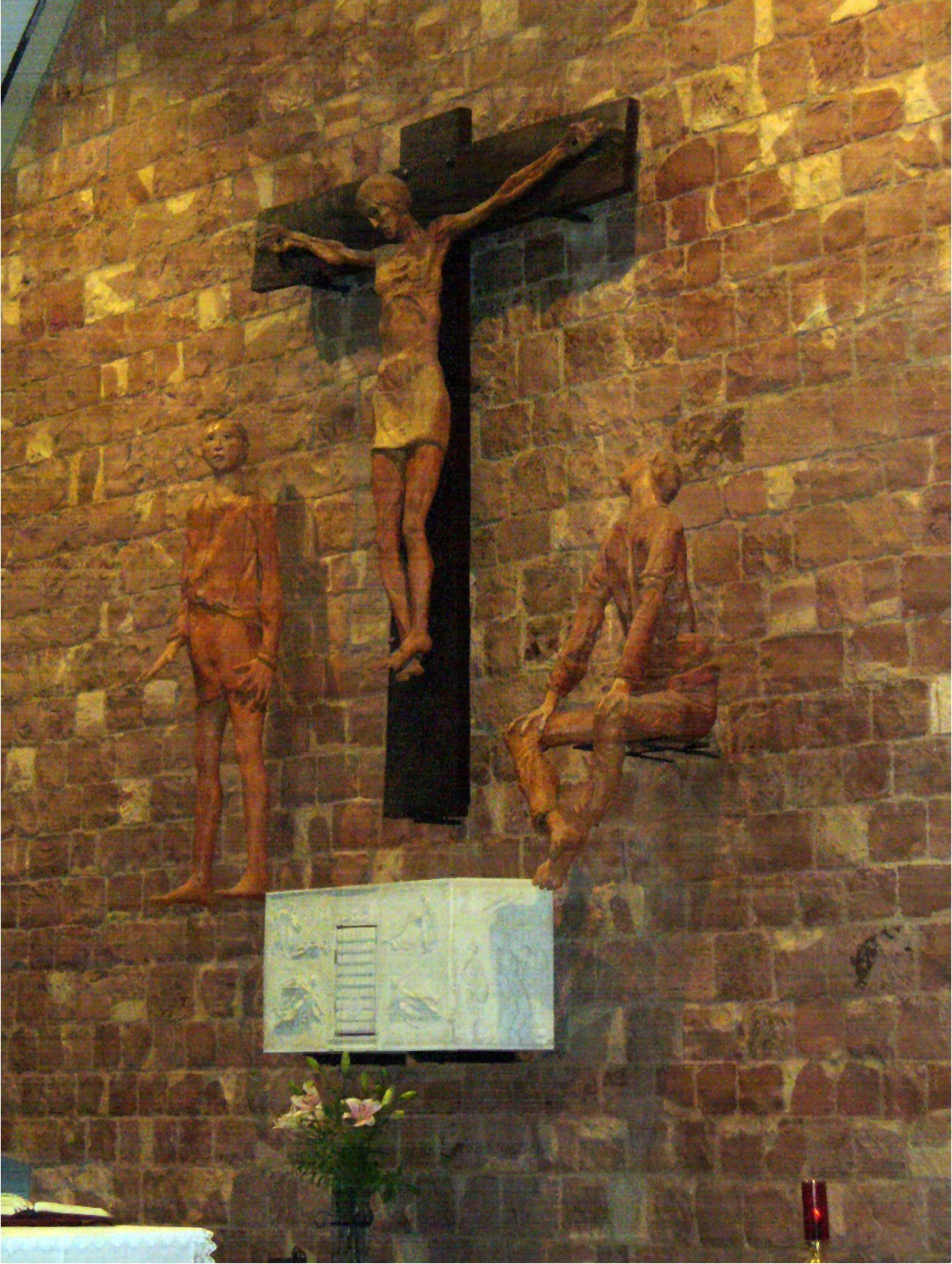
Cristo crocifisso e oranti, 1970, scultura in terracotta, Passo San Ginesio, San Ginesio (MC), altare maggiore della chiesa parrocchiale.

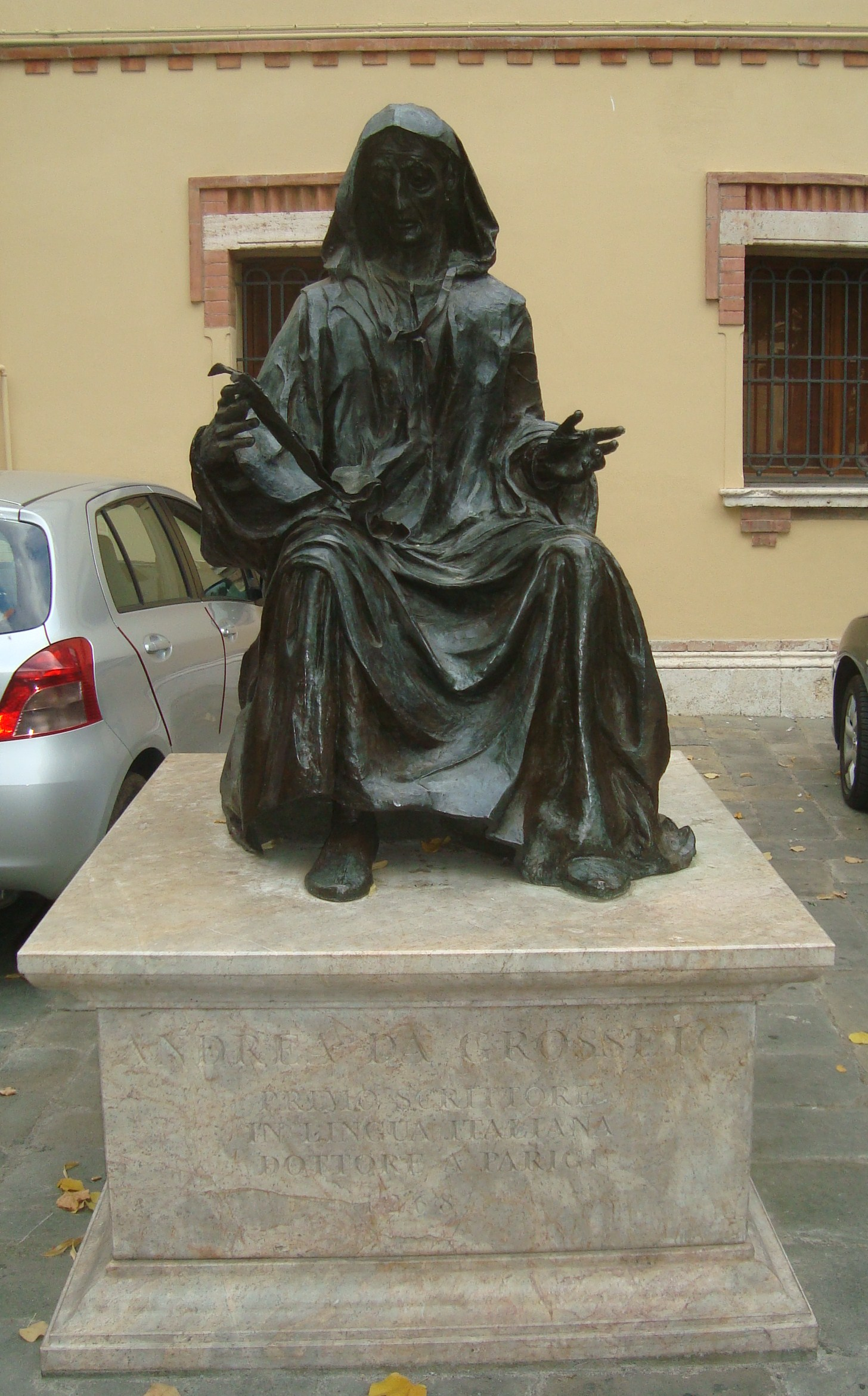
Monumento ad Andrea da Grosseto, 1973-74, scultura in bronzo, in Piazza Baccarini a Grosseto.

Arnaldo Mazzanti (Milano, 22 febbraio 1939) è uno scultore e pittore italiano.

## Biografia
L'artista dopo aver concluso il ciclo di studi che lo hanno condotto a insegnare Storia dell'Arte e Disegno presso l'Istituto Magistrale, il Liceo Scientifico e il Liceo Artistico, ha svolto la propria attività artistica dedicandosi a opere pubbliche. Vive e lavora a Castiglione della Pescaia (Grosseto). Per sua scelta ha realizzato quasi esclusivamente opere dedicate alla collettività. La maggior parte di esse sono in Toscana dove risiede e nelle Marche sua patria elettiva.
Negli anni 2007-2009 l'autore ha realizzato diverse opere per il costruendo complesso di edifici del Monastero dell'Incarnazione, proprietà della Comunità Monastica di Siloe a Poggi del Sasso, frazione del comune di Cinigiano in provincia di Grosseto. Fra le prime opere realizzate per il monastero troviamo il reliquiario di San Benedetto, una scultura bronzea che rappresenta la figura del santo nel gesto di offrire la sua Regola. La croce pettorale contiene la reliquia di san Benedetto che l'Abate di San Paolo fuori le mura in Roma ha donato al monastero grossetano. Altre quattro sculture sono state realizzate per la Sala Capitolare del monastero, il Tetramorfo, ossia le quattro forme con le quali si è resa evidente la testimonianza delle creature di Dio e Gregorio Magno volle associare i quattro esseri viventi ai quattro Evangelisti: San Matteo che ha come attributo l'uomo alato e reca l'iscrizione BEATI MVNDO CORDE QVONIAM IPSI DEVM VIDEBVNT, San Marco che ha come attributo il leone alato e reca l'iscrizione JESUS QVAE RITIS NAZARENVM CRUCIFIXVM RESVRREXIT, San Luca che ha come attributo il vitello alato e reca l'iscrizione AVE GRATIA PLENA, DOMINVS TECVM, San Giovanni che ha come attributo l'aquila e reca l'iscrizione ET VERBVM CARO FACTUM EST ET HABITAVIT IN NOBIS. Queste opere sono state realizzate a stucco con gesso alabastrino e i quattro elementi simbolici sono dorati secondo una tecnica artistica che in scultura è stata utilizzata dal Rinascimento a tutto il Settecento.
Mazzanti su incarico di Don Cesare Grasselli, in ricordo della visita che Giovanni Paolo II fece nelle Marche durante il sisma del 1997-98, a Cesi, frazione del comune di Serravalle di Chienti, in provincia di Macerata, nel 2008, ha realizzato un monumento in onore del Santo Padre. Il busto bronzeo su base in muratura, si trova all'ingresso del paese ad accogliere chiunque raggiunga il piccolo centro, oggi ricostruito dopo i danni subiti a causa del terremoto. Nel 2009 una seconda edizione della scultura è stata realizzata per la Diocesi di Grosseto ed è stata ubicata in piazzetta Innocenzo II, di fronte al campanile della Cattedrale di San Lorenzo.
(Arnaldo Mazzanti)
Nelle opere di Mazzanti si riscontra senza dubbio quel ritorno al vero e all'equilibrio classico di cui una fetta considerevole di artisti ha avuto bisogno tra gli ultimissimi decenni de XX secolo e l'inizio del XXI. Inoltre è uno dei più insigni rappresentanti contemporanei di una visione "colta" e seria dell'arte, ossia non basata esclusivamente sull'espressione esclusiva ed estroversa di sé (per quanto spontanea e interessante), ma fondata sullo studio e sulla meditazione di ogni aspetto della rappresentazione, dalla tematica al messaggio, dalla tecnica al soggetto, dalla composizione alla scelta dei colori.

## Opere
- Pietà Santacchi, 1964, scultura policroma in legno, Camerino (MC), cimitero.
- San Macario, 1965, scultura policroma in legno, Camerino (MC).
- Cavallo e cavaliere, 1964-65, ciclo di elaborati grafici suddivisi in serie, collezioni private italiane e statunitensi.
- Via Crucis, 1965, grafica dipinta, Kibao, Tanzania, chiesa missionaria.
- Cristo crocifisso, 1965, scultura in legno a tuttotondo, Kibao, Tanzania, chiesa missionaria.
- Via Crucis, 1966, scultura in terracotta policroma, San Marcello, Camerino (MC), chiesa parrocchiale di San Marcello.
- Via Crucis, 1966, formelle in cemento armato, Ferentino (FR), chiesa parrocchiale.
- Cristo flagellato, 1966, scultura in bronzo, Camerino (MC), cimitero.
- Anima e Angelo, 1966, scultura in bronzo, Camerino (MC), cimitero.
- Monumento a Cristo, 1967, scultura in cemento armato, Cesi, Serravalle di Chienti (MC).
- Via Crucis, 1968, grafica dipinta, Sorano (GR), Collegiata di San Niccolò.[3]
- Ninfa, 1968, scultura in bronzo, Saturnia (GR), fontana in piazza Centrale.
- Cristo crocifisso e oranti, 1970, scultura in terracotta, Passo San Ginesio, San Ginesio (MC), altare maggiore della chiesa parrocchiale.
- Storie sacre, 1970, tabernacolo, Passo San Ginesio, San Ginesio (MC), chiesa parrocchiale di San Michele arcangelo.
- Madonna con Bambino, 1970, pittura su tavola, Passo San Ginesio, San Ginesio  (MC), chiesa parrocchiale di San Michele arcangelo.
- Fonte battesimale, lastre scolpite in cemento armato, Passo San Ginesio, San Ginesio, chiesa parrocchiale di San Michele arcangelo.
- Cristo crocifisso, 1970-71, murales in acrilico, Cesi, Serravalle di Chienti (MC), chiesa di San Callisto.
- I quattro Evangelisti, 1972, ambone in cemento armato, Passo San Ginesio, San Ginesio (MC), altare maggiore della chiesa parrocchiale di San Michele arcangelo.
- Monumento ad Andrea da Grosseto , 1973-74, scultura in bronzo, Grosseto, piazza Baccarini.
- Antico e nuovo sacrificio, Il discorso della montagna,  La Resurrezione, 1972-78, trilogia su temi biblici, affresco, Marina di Grosseto, Grosseto, chiesa parrocchiale di San Rocco.
- Crocifisso, 1975, altorilievo in bronzo, Lucca, cimitero.
- Via Crucis, 1976, formelle in cemento armato Grosseto, chiesa del Crocifisso.
- San Giovanni Battista, 1976, bassorilievo in cemento armato Grosseto, chiesa del Crocifisso.
- ambone 1979, scultura in pietra a tuttotondo, Principina a Mare, Grosseto, chiesa di Santa Teresa di Lisieux.
- San Giovannino, 1980, fonte battesimale in stucco a tuttotondo, Cesi, Serravalle di Chienti (MC), chiesa di San Callisto, opera distrutta dal sisma del 1997.
- Puttino, 1980, ambone, scultura in bronzo a tuttotondo, Camerino (MC), cattedrale.
- Cristo Risorto, 1981, bassorilievo in cemento armato Grosseto, chiesa del Crocifisso.
- Fontana-lavamanile, 1982, altorilievo in cemento armato, Marina di Grosseto, Grosseto, convento carmelitano.
- Vergine Annunciata, 1983, tecnica mista su tavola, Marina di Grosseto (GR), chiesa parrocchiale di San Rocco, cappella della Madonna.
- Angelo Annunciante, 1983, tecnica mista su tavola, Marina di Grosseto (GR), chiesa parrocchiale di San Rocco, cappella della Madonna.
- Matrimonio della Vergine, 1983, tecnica mista su tavola, Marina di Grosseto (GR), chiesa parrocchiale di San Rocco, cappella della Madonna.
- Meridiana, 1983, affresco rifinito a murales, Grosseto, cattedrale, parete laterale esterna.[4]
- Via Crucis, 1984, formelle in cemento armato, Sticciano Scalo (GR), chiesa parrocchiale di Maria Santissima Madre della Chiesa.
- La Cena ad Emmaus, 1984-85, tecnica mista su tavola, Sticciano Scalo (GR), chiesa parrocchiale di Maria Santissima Madre della Chiesa.
- Croce ferrea, 1985, Sticciano Scalo (GR), chiesa parrocchiale di Maria Santissima Madre della Chiesa, facciata.
- Beato Franco, 1985, tecnica mista su tavola, Siena, chiesa del Carmine.
- Volo di colombe, 1986, scultura in bronzo a tuttotondo, Siena, chiesa del Carmine.
- Madonna con Bambino e Santi, 1987, tecnica mista su tavola, Siena, chiostro del convento dei Carmelitani.
- Via Crucis, 1987, formelle in cemento armato, Roselle di Grosseto, chiesa dell'Immacolata Concezione.
- La predica agli uccelli, San Francesco riceve le stimmate,  Transito di San Francesco, trilogia dedicata a San Francesco di Assisi, 1987-89, affreschi Grosseto, chiesa di San Francesco, cappella mariana.[5]
- San Giovanni della Croce, 1989, tecnica mista su tavola, Arcetri, Firenze, convento carmelitano.
- Ambone con i simboli dei quattro Evangelisti, 1989, scultura in bronzo a tuttotondo, Marina di Grosseto, Grosseto, chiesa parrocchiale di San Rocco.
- Angeli reggicero, 1990, scultura in bronzo a tuttotondo, Marina di Grosseto (GR), chiesa parrocchiale di San Rocco, cappella della Madonna.
- Ultima Cena, tecnica mista su tavola, Roselle, Grosseto, chiesa dell'Immacolata Concezione.
- Crocifissione, tecnica mista su tavola, Roselle, Grosseto, chiesa dell'Immacolata Concezione.
- Resurrezione, tecnica mista su tavola, Roselle, Grosseto, chiesa dell'Immacolata Concezione.
- Cena a Emmaus, 1994, tecnica mista su tavola, Arcetri, Firenze, convento carmelitano.
- Trittico con Crocefissione, Santa Teresina, San Giovanni della Croce, tecnica mista su tavola, Capannori, Lucca, santuario della Madonnina, sagrestia.
- Santa Chiara e san Bonaventura,  tecnica mista su tavola, Grosseto, chiesa di San Francesco.
- La famiglia Friuli, tre ritratti, tecnica mista su tavola, Grosseto, convento di San Francesco, sala conferenze “Giuseppe Friuli”.
- San Francesco e il lupo, Grosseto, chiesa di San Francesco, cappella mariana.
- Santa Chiara e san Bonaventura, Siena, convento francescano, chiostro.
- Cristo Pantocratore, 2001-02, tecnica mista su tavola, Grosseto, Duomo, sala conferenze.
- San Guglielmo di Malavalle, 2001-02, Grosseto, seminario diocesano.
- Cristo Pantocratore, 2002, vetrata, Grosseto, cattedrale, abside.
- San Guglielmo, 2002, vetrata, Grosseto, cattedrale.
- Vergine e Bambino con San Giuseppe e Angelo, 2001-02, tecnica mista su tavola, 290 x 250, Saturnia (GR), chiesa di Santa Maria Maddalena.
- Via Crucis - XII stazione, Assisi (PG), basilica di San Francesco, chiostro.
- Sirenetta, scultura in bronzo, Castiglione della Pescaia (GR), Residence “La Sirenetta”.
- Madonna con Bambino, portale in bronzo, Roselle di Grosseto, chiesa dell'Immacolata Concezione.
- Volto francescano, tavola, Viterbo, pinacoteca della basilica di San Francesco alla Rocca.
- Tabernacolo, legno dipinto a immagini sacre, Grosseto, seminario diocesano, cappellina.
- Iconografia simbolica del Tetramorfo, bassorilievo, Grosseto, seminario diocesano, cappella maggiore.
- Ecce Agnus Dei, trittico, tecnica mista su tavola, Castiglione della Pescaia (GR), chiesa parrocchiale di San Giovanni Battista.[6]
- Anghelli, due amboni, legno policromo, Castiglione della Pescaia (GR), chiesa parrocchiale di San Giovanni Battista.
- Croce pettorale per i Canonici del Duomo, 2003, bronzo cesellato e patinato, 8,5 x 8,5, Grosseto, cattedrale.
- Guarigione del cieco nato, alla piscina di Siloe, 2005, tecnica mista su tavola, 290 x 250, Poggi del Sasso, Cinigiano (GR), monastero di Siloe.
- L'Incarnazione, 2006, tecnica mista su tavola, 200 x 250, Poggi del Sasso, Cinigiano (GR), monastero di Siloe.
- La Cena d'Emmaus, 2007, tempera su tavola, 270 x 170, Arcille, Campagnatico, (GR), chiesa della Madonna di Lourdes.
- Reliquiario di San Benedetto, 2007, scultura in bronzo con patine argento e oro, 90, iscrizioni: REGVLA MONACHORVM, Poggi del Sasso, Cinigiano (GR), monastero di Siloe.
- Quattro evangelisti e Tetramorfo, 2008, sculture in stucco e oro, 120, San Matteo iscrizione: BEATI MVNDO CORDE QVONIAM IPSI DEVM VIDEBVNT, San Marco iscrizione: JESUS QVAE RITIS NAZARENVM CRUCIFIXVM RESVRREXIT, San Luca iscrizione: AVE GRATIA PLENA, DOMINVS TECVM, San Giovanni iscrizione: ET VERBVM CARO FACTUM EST ET HABITAVIT IN NOBIS, Poggi del Sasso, Cinigiano (GR), monastero di Siloe, sala capitolare.
- L'albero di Jesse, 2008-9, tempera grassa su tavola, Poggi del Sasso, Cinigiano (GR), monastero di Siloe.
- Giovanni Paolo II, 2008, scultura in bronzo, 70x120, Cesi, Serravalle di Chienti, (MC).
- Cristo Pantocratore, 2008-9, mosaici, Marina di Grosseto (GR), chiesa parrocchiale di San Rocco.
- Giovanni Paolo II, 2009, scultura in bronzo, 70x120, Grosseto, Piazza Innocenzo II, cattedrale.
- Le tre Marie, 2010-11, olio su tavola, 170x170, Pievefavera, Caldarola (MC), chiesa di Santa Maria Assunta.